# Garcia Dias Pires de Carvalho e Albuquerque
Garcia Dias Pires de Carvalho e Albuquerque (Salvador, 20 de setembro de 1840 — Rio de Janeiro, 15 de julho de 1917) foi um político brasileiro. Exerceu o mandato de deputado federal constituinte pela Bahia em 1891. Era filho do Visconde da Torre de Garcia d’Ávila.
Foi pai do jurista Antônio Joaquim Pires de Carvalho e Albuquerque